# Erdinç
Erdinç ist ein türkischer männlicher Vorname und Familienname. Erdinç bedeutet „kraftvolle Person“.

## Namensträger

### Vorname
- Erdinç Dinçer (1935–2013), türkischer Pantomimenkünstler und Schriftsteller
- Erdinç Sözer (* 1968), türkischer Fußballtrainer
- Erdinç Yavuz (* 1978), türkischer Fußballspieler

### Familienname
- Ahmet Erdinç (* 1965), türkischer Fußballspieler und -trainer
- Mevlüt Erdinç (* 1987), türkisch-französischer Fußballspieler
- Sanem Erdinç (* 1981; verh. Sanem Güngör), deutsche Juristin und Kommunalpolitikerin (SPD)